# Mavis Muyunda
Mavis Lengalenga Muyunda (falecida em 2019) foi uma política zambiana.

## Vida
Mavis Muyunda foi membro do parlamento da UNIP pelo distrito eleitoral de Katuba. De 1983 a 1988, Muyunda foi ministra de Estado da Comissão Nacional de Planeamento do Desenvolvimento. De 1988 a 1990, ela foi ministra de Estado das Relações Externas. De 1990 a 1992 ela foi ministra do Ministério das Águas, Terras e Recursos Naturais. Em 2002, ela foi nomeada assistente para assuntos políticos do presidente. Ela era membro do Comité Central da UNIP. Mais tarde, ela serviu como alta comissária na Tanzânia e nos Grandes Lagos.
Muyunda morreu em 25 de abril de 2019 no Hospital Universitário de Lusaka. Ela teve um funeral oficial no dia 30 de abril.